# Valanga nigricornis

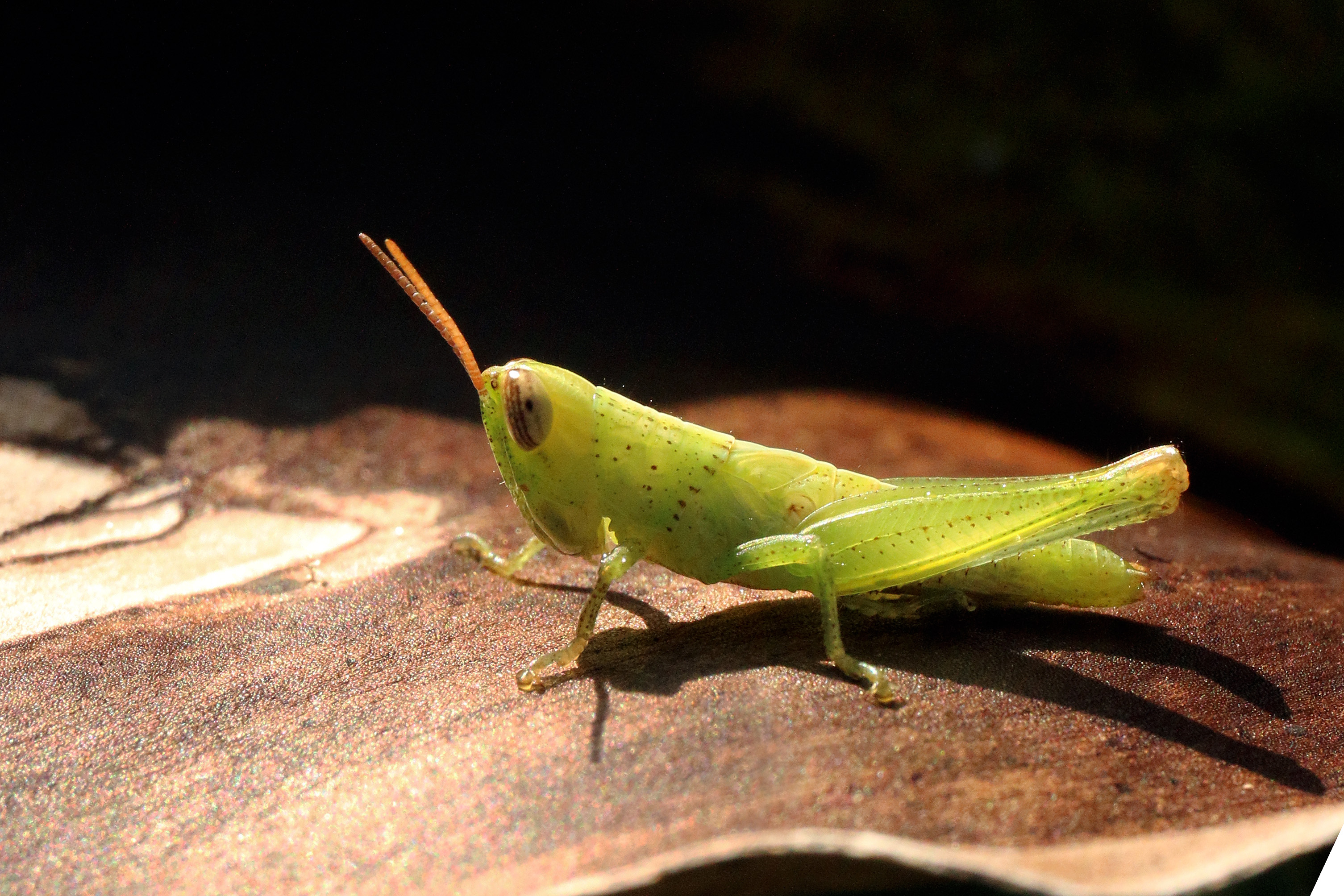
Ninfa, Sabah, Borneo

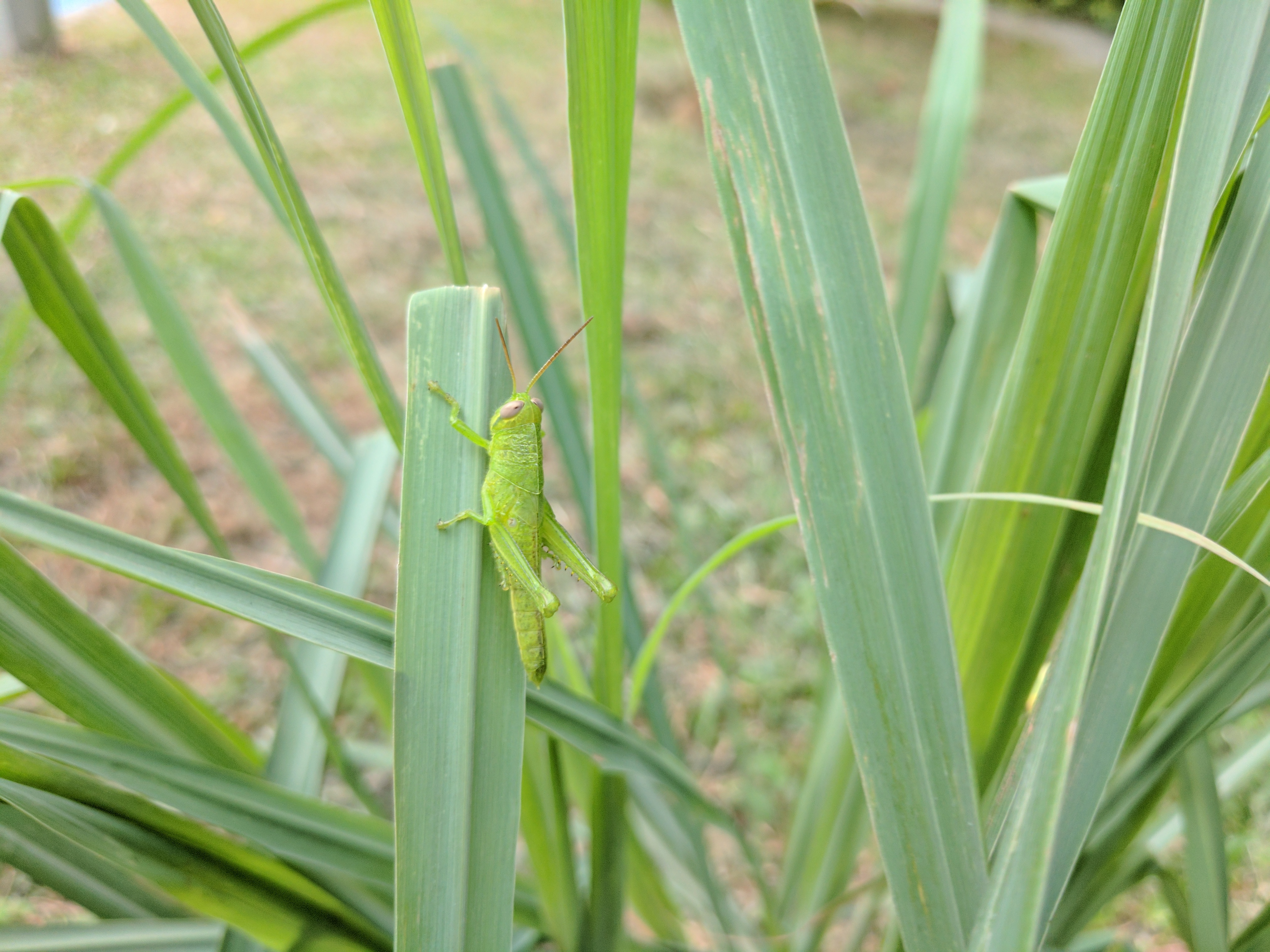
Ninfa

Valanga nigricornis, el saltamontes javanés, es una especie de saltamontes en la subfamilia Cyrtacanthacridinae de la familia Acrididae. Se encuentra en el sureste de Asia, y la ubicación de tipo es Singapur. Fue descrito por primera vez por el zoólogo alemán Hermann Burmeister en 1838. Hay alrededor de dieciocho subespecies, la mayoría de las cuales son endémicas de diferentes grupos de islas.

## Descripción
Existe un considerable dimorfismo sexual en esta especie: los machos miden de 45 a 55 milímetros (1,8 a 2,2 pulgadas) de longitud y las hembras de 15 a 75 mm (0,6 a 3,0 pulgadas). Los adultos son de color marrón amarillento, amarillento o verde con marcas de color negro azulado. Las alas traseras, que son visibles en vuelo, se levantan de color rojo. Las ninfas son de color verde pálido con marcas oscuras.

## Distribución
El saltamontes de Java es originario del sur de Tailandia, Malasia, Indonesia y Filipinas. Es principalmente una especie arbolada y se encuentra en claros de bosques, en árboles y arbustos. Puede ser una plaga grave en las plantaciones de palma aceitera y caucho.

## Ciclo de vida
El ciclo de vida del saltamontes javanés varía en diferentes partes de su rango, pero en general, hay una sola generación de insectos cada año. Hasta cuatro vainas de huevos se depositan en el suelo húmedo en los claros del bosque. Cuando los huevos eclosionan, las ninfas pasan por seis o siete etapas de estadio antes de convertirse en adultos alados. Tanto las ninfas como los adultos son diurnos y les gusta tomar el sol. Se alimentan de follaje arbóreo.
En Java, los huevos permanecen latentes durante toda la estación seca y tardan entre seis y ocho meses en incubarse. Después de las etapas ninfales, se convierten en adultos inmaduros que pronto maduran y comienzan a reproducirse. En Tailandia, los huevos eclosionan después de aproximadamente dos meses, las ninfas crecen durante la estación húmeda y permanecen como adultos inmaduros durante la estación seca. En el oeste de Malasia hay dos períodos pico de puesta de huevos, diciembre / enero y junio / julio, lo que sugiere que hay dos razas fisiológicas presentes.

## Brotes
El saltamontes javanés no posee fase de langosta y no se sabe que forme enjambres. Sin embargo, es mucho más común a nivel local en algunos años que en otros y los brotes ocurren particularmente en años secos. Las fuertes lluvias causan altos niveles de mortalidad entre los huevos y las ninfas. En Java, se pensaba que un brote en 1915 era causado por una sucesión de años secos que fomentaba la sincronización de la reproducción en áreas concentradas. La tala de bosques para el cultivo también puede promover la reproducción.